# Едвін Борчард
Едвін Монтефіоре Борчард (англ. Edwin Montefiore Borchard; 17 жовтня 1884 — 22 липня 1951) — американський вчений-міжнародник, правознавець і професор Єльської юридичної школи.Він був провідним прихильником реформ в кримінальному процесі та компенсації жертвам незаконного засудження, а також застосування установчих судових рішень. Його робота в галузі міжнародного права зосереджувалась на принципі невтручання та нейтралітеті.

## Життєпис
Едвін Монтефіоре Борчард народився 17 жовтня 1884 року в Нью-Йорку в родині Міхаеліса Борчарда та Мальвіни Шахне. Його батько був заможним торговцем. В 1898 році Борчард вступив до нью-йоркського Сіті-коледжу, який закінчив з відзнакою, отримавши диплом бакалавра в 1902 році. Потім Борчард вступив до Нью-йоркської школи права, яку закінчив у 1905 році. В 1908 році Борчард закінчив Колумбійський коледж, отримавши диплом бакалавра мистецтв. Під час навчання в Колумбійському коледжі Борчард був обраний до почесного товариства Фі Бета Каппа.
В 1910 році в Бочарда почалась кар'єра юриста-міжнародника: він став консультантом американської делегації під час розгляду справи щодо рибальства в Північно-Атлантичному узбережжі в Гаазі, Нідерланди. Потім Борчард подорожував Європою та опитував юристів, суддів, професорів, юридичних бібліотекарів про важливу юридичну літературу їхніх країн, та збирав матеріали з порівняльного та міжнародного права для Бібліотеки Конгресу. Водночас, Борчард здобував науковий ступінь: в 1913 році він отримав ступінь доктора філософії в Колумбійському університеті, захистивши дисертацію «Дипломатичний захист громадян за кордоном або право міжнародних позовів» (англ. The Diplomatic Protection of Citizens Abroad or the Law of International Claims).
З 1911 по 1913 рік і з 1914 по 1916 рік він працював юридичним бібліотекаром в Конгресі США. В 1916 році Борчард брав участь у Могокській конференції з міжнародного арбітражу, в якій також брав участь колишній президент США Вільям Говард Тафт. На конференції Борчард висловився про необхідність створення міжнародного суду, який би вирішував грошові спори між громадянами різних країн, оскільки існуюча система була джерелом міжнародного напруження, тому що залежала від політики та фізичної могутності залучених держав. У проміжку між бібліотекарською роботою в Конгресі, з 1913 до 1914 року Борчард працював помічником соліситора в Держдепартаменті США. З 1916 по 1917 рік він працював юристом Національного міського банку Нью-Йорка.
В 1917 році Борчард став викладачем права в Єльській юридичній школі і залишався ним до свого виходу на пенсію в 1950 році. Будучи викладачем, Борчард продовжував брати участь у конференціях та міжнародних проектах. В 1917 році він взяв участь у Конференції із зовнішніх відносин США, на якій висловися, що США має розповсюджувати свій вплив у карибському регіоні шляхом «доларової дипломатії» та «економічного імперіалізму». В 1922 році Борчард виступив у пресі із застереженням щодо вимоги Американської асоціації виробників-експортерів компенсувати їм їхні депозити в німецьких марках в німецьких банках із майна, що знаходилось у Зберігача іноземної власності у Вашингтоні. Борчард зазначив, що вилучення майна власників, які інвестували його в США, покладаючись на американські конституційні принципи, з метою відшкодування боргів їхнього уряду є небезпечним прецедентом, та підриває основи американської історії та економічних інституцій. «Ніхто не міг би постраждати більше від такого принципу, ніж бізнесмени, які займаються експортною торгівлею», — додав Борчард. В 1923 році Борчард взяв участь в урочистому обіді Академії політичних наук, на якому обговорювали створення Постійної палати міжнародного правосуддя. Борчард скептично висловився щодо здатності Палати забезпечити мир, оскільки її юрисдикція не була обов'язковою.
В 1923 році Борчард став юридичним радником Перу у спорі з Чилі з приводу регіону Такна-Аріка, який розглядався президентом США Ворреном Гардінгом. В тому ж році Борчард читав лекції в Гаазькій академії міжнародного права. Борчард виконував роль радника Перу до 1925 року. В 1925 році президент Кальвін Кулідж призначив Борчарда до Центральноамериканського арбітражного трибуналу. Крім того, у 1925 році Борчард провів семінар з американської юриспруденції та прочитав лекцію про американське конституційне право в Берлінському університеті, ставши першим американським професором, який виступив у Берлінському університеті після Першої світової війни. В 1927 році Борчард увійшов до комітету, який обирав декана Єльської юридичної школи, коли попередній декан перейшов на посаду федерального судді.
В 1930 році Борчард був технічним радником американської делегації на Гаазькій конференції з кодифікації. В 1938 році Борчард працював у Панамериканському комітеті експертів з кодифікації міжнародного права. Він також консультував різні урядові органи та установи. Крім того, Борчард працював у раді редакторів журналу American Journal of International Law, видання, в якому часто публікувались його статті з 1924 року до його смерті. На додаток, Борчард був членом-кореспондентом Коледжу Тімоті Дуайта, який входить до Єльського університету, та членом ради Американської спілки захисту громадянських свобод.
Борчард помер 22 липня 1951 року після довготривалої хвороби в Гамдені, Коннектикут.

## Номінації та нагороди
Борчарду присвоєно почесні ступені доктора права Берлінського університету в 1925 році та Будапештського університету в 1935 році. В 1937 році Сіті-коледж нагородив Борчарда медаллю імені Таунсенда Гарріса. Борчард був номінований на Нобелівську премію миру в 1932, 1936, 1938 та 1948 роках.

## Особисте життя
В 1915 році Борчард одружився з Корін Брекєт, випускницею Університету Джорджа Вашингтона та членом «Дочок американської революції» — організації, членами якої були жінки — прямі нащадки тих, хто брав участь у зусиллях з досягнення незалежності США. В шлюбі в Борчардів народились дві дочки: Керол та Еліс. Борчард захоплювався грою на скрипці, і грав у Нью-гейвенському симфонічному оркестрі. З 1935 по 1944 рік Борчард був президентом Нью-гейвенської оркестрової асоціації.

## Вплив Борчарда
Джеймс Пфендер, професор Пріцкерівської школи права Північно-Західного університету, пише, що Борчард є одним із небагатьох правознавців, які залишили глибокий слід в еволюції права. На думку Пфендера, Борчард мав вагомий вплив на такі правові питання, як проблема неправомірних засуджень, установчі судові рішення, відповідальність уряду за порушення позадоговірних зобов'язань, а також на питання в галузі міжнародного права.

### Компенсація незаконно засудженим особам
В 1912 році Борчард опублікував статтю під назвою «Європейські системи державного відшкодування за помилки кримінального судочинства» (англ. European systems of state indemnity for errors of criminal justice), в якій виклав своє обґрунтування компенсації незаконно засудженим особам та розкритикував американські юрисдикції за те, що вони не передбачали задовільного механізму такої компенсації. В цій статті Борчард навів приклади законодавства європейських країн, які передбачали відшкодування незаконно засудженим особам. Стаття отримала схвальні відгуки в академічних колах. Зокрема, Джон Генрі Вігмор, відомий американський правознавець та тодішній декан Школи права Північно-Західного університету, писав, що стаття Борчарда «має відгукнутись у кожному громадянина і, особливо, у кожного законодавця». Вігмор також закликав серйозно розглянути заходи, описані Борчардом. В той же час у Сенаті США з'явився відповідний законопроект сенатора від Юти і майбутнього судді Верховного суду США Джорджа Сазерленда, Борчард використовував свою посаду юриста Бібліотеки Конгресу, щоб переконати сенатора домогтися винесення законопроекту на голосування. Однак, голосування провалилось. Тим не менш, Борчард продовжував публікувати статті на тему відшкодування незаконно засудженим особам у наукових журналах, а також у пресі.
В кінці 1920-х років Борчард почав збирати інформацію про очевидні випадки незаконного засудження. За допомогою свого колишнього студента Рассела Лаца, який працював у Вашингтоні, Борчард досліджував матеріали Бібліотеки Конгресу, газетні матеріали, матеріали комісій з помилування та матеріали федеральних справ з помилування. В 1932 році видавництво Єльського університету опублікувало книгу Борчарда «Засуджучи невинних» (англ. Convicting the Innocent), в якій автор навів випадки засудження невинуватих осіб. На додаток книга містила законопроєкт про відшкодування незаконно засудженим особам. У своїй автобіографії суддя Верховного суду США Вільям Дуґлас писав, що саме книга Борчарда «прискорила усвідомлення Америкою юридичної несправедливості».
У березні 1934 року Борчард написав Генеральному прокурору США Гомеру Каммінґсу, прохаючи про підтримку адміністрацією президента законопроєкту про відшкодування незаконно засудженим. Генеральний прокурор Каммінґс не бажав, щоб такий законопроєкт походив від адміністрації президента Рузвельта. Тоді Борчард звернувся до сенатора від Коннектикуту Френсіса Т. Мелоуні, з тим, щоб той виступив автором законопроєкту, і Мелоуні погодився. Пізніше у 1934 році Мелоуні звернувся до Борчарда, щоб той виключив із кола тих, хто має право на відшкодування, позивачів, що мали звинувачення за декількома федеральними злочинами у відповідь на занепокоєння, висловлені в підкомітеті Сенату США, що «у тому вигляді, в якому він зараз складений, законопроєкт призведе до позовів проти уряду в надто багатьох випадках». Борчард погодився на зміни, хоча висловив занепокоєння, що федеральні прокурори можуть поставити в глухий кут відшкодування незаконно засудженим, висунувши звинувачення після встановлення невинуватості.
З 1936 до 1938 року Борчард брав участь у процесі розробки законопроєкту. Юридичний комітет Сенату схвалив законопроєкт у 1936 , але в 1937  прогрес зупинився. У травні 1938 року законодавча процедура щодо законопроєкту знову набрала обертів. Закон про надання судового захисту особам, помилково засудженим у судах Сполучених Штатів був підписаний 24 травня 1938 року. Президент США Франклін Рузвельт подарував ручку, якою підписував закон, Борчарду на знак визнання ролі, яку той зіграв у прийнятті закону.

### Установчі судові рішення
Установче судове рішення — рішення суду, яке встановлює права та інші правовідносини сторін, не передбачаючи або не вимагаючи примусового виконання. Джеймс Пфендер пише, що сучасним визнанням і прийняттям установчих судових рішень «ми завдячуємо невтомній роботі Борчарда від імені такого засобу правового захисту». Борчард написав серію статей і книг на тему установчих судових рішень, розробив як уніфікований законопроєкт для штатів, так і федеральний законопроєкт про установчі судові рішення, а також захищав конституційність установчого провадження проти оскаржень, заснованих на вузькому тлумаченні вимоги Статті III Конституції США щодо розгляду справ або суперечок. Відповідно до Пфендера, робота Борчарда в галузі установчих судових рішень є відображенням глибокого вивченням ним романо-германської правової сім'ї: в романо-германській системі права давно усвідомлювалась цінність установчого провадження, яке дозволяє сторонам отримати чітку заяву про їхні правовідносини з метою впорядкування таких відносин. Однак в загальній системі права, центральним було поняття неправомірності, і, якщо, не йшлося про неправомірність, то й сторони не могли звертатись до суду. Відкидаючи ідею про те, що право на позов виникло лише як форма відшкодування за скоєні порушення, Борчард бачив роль судів у наданні остаточного визначення правових відносин після того, як були висловлені сумніви щодо юридичних прав однієї із сторін.
Під впливом Борчарда законодавчі органи та суди штатів прийняли установче судове рішення як необхідний засіб судового захисту. Наприклад, Борчард критично писав про раннє рішення суду штату Мічиган, яке постановляло, що установче провадження було несумісним із судовою роллю. Борчард також схвалював пізніші рішення, у яких той самий суд змінив свою позицію. Після кількох років досвіду функціонування установчих судових рішень в штатних юрисдикціях, у 1934 році вже на федеральному рівні, за сприяння Борчарда, був прийнятий закон щодо установчих судових рішень. У своїй автобіографії суддя Верховного суду США Вільям Дуґлас писав, що Борчард майже одноосібно лобіював прийняття федерального Закону про установчі судові рішення. Праці Борчарда про установчі судові рішення цитувались у судовій практиці Канади та США.

## Праці Борчарда
Борчард є автором кількох книг, а також принаймні 117 статтей.

### Вибрані книги
- «Засуджуючи невинних», 1932 (англ. Convicting the Innocent)
- «Установчі судові рішення», 1934 (англ. Declaratory Judgments)
- «Нейтралітет для США», 1938  (англ. Neutrality for the United States) — у співавторстві з Вільямом Потером Лейджем.

### Вибрані статті
- «Європейські системи державного відшкодування за помилки кримінального судочинства», 1912 (англ. European systems of state indemnity for errors of criminal justice) — в журналі Journal of Criminal Law and Criminology
- «Юриспруденція в Німеччині», 1913 (англ. Jurisprudence in Germany) — в журналі Columbia Law Review
- «Основні елементи дипломатичного захисту громадян за кордоном», 1913 (англ. Basic elements of diplomatic protection of citizens abroad) — в журналі American Journal of International Law
- «Установчі судові рішення: необхідна процесуальна реформа», 1918 (англ. Declaratory Judgment a Needed Procedural Reform) — в журналі Yale Law Journal
- «Уніфікований закон про установчі судові рішення», 1920 (англ. Uniform Act on Declaratory Judgments) — в журналі Harvard Law Review
- «Приватна власність ворога», 1924 (англ. Enemy Private Property) — в журналі American Journal of International Law
- «Теорії державної відповідальності за порушення позадоговірних зобов'язань», 1928 (англ. Theories of Governmental Responsibility in Tort) — в журналі Columbia Law Review
- «Обмеження щодо примусового захисту», 1927 (англ. Limitations on coercive protection) — в журналі American Journal of International Law
- «Багатосторонній договір про відмову від війни», 1929 (англ. The multilateral Treaty for the renunciation of war) — в журналі American Journal of International Law
- «Доступ осіб до міжнародних судів», 1930 (англ. The Access of Individuals to International Courts) — в журналі American Journal of International Law
- «Судовий захист від небезпеки та незахищеності», 1931 (англ. Judicial Relief for Peril and Insecurity) — в журналі Harvard Law Review
- «Конституційність установчих судових рішень», 1931 (англ. The Constitutionality of Declaratory Judgments) — в журналі Columbia Law Review
- «Невизнаний уряд в американських судах», 1932 (англ. The unrecognized government in American courts) — в журналі American Journal of International Law
- «Французьке адміністративне право», 1932 (англ. French administrative law) — в журналі Iowa Law Review
- « Відповідальність держав на Гаазькій кодифікаційній конференції», 1933 (англ. “Responsibility of States,” at the Hague Codification Conference) — в журналі American Journal of International Law
- «Закон про федеральні установчі судові рішення», 1934 (англ. The Federal Declaratory Judgments Act) — в журналі Virginia Law Review
- «Державна та муніципальна відповідальність за порушення позадоговірних зобов'язань: пропозиція законодавчої реформи», 1934 (англ. State and municipal liability in tort—Proposed statutory reform) — в журналі American Bar Association Journal
- «Захист громадян за кордоном та зміна первинного громадянства», 1934 (англ. The Protection of citizens abroad and change of original nationality) — в журналі Yale Law Journal
- «Можливість розгляду в судовому порядку», 1936 (англ. Justiciabilty) — в журналі University of Chicago Law Review
- «Верховний суд та особисті права», 1937 (англ. The Supreme Court and Private Rights) — в журналі Yale Law Journal
- «Нейтралітет і громадянські війни», 1937 (англ. " Neutrality" and Civil Wars) — в журналі American Journal of International Law
- «Висновок Генерального прокурора щодо обміну есмінців на військово-морські бази», 1940 (англ. The Attorney General's Opinion on the Exchange of Destroyers for Naval Bases) — в журналі American Journal of International Law
- «Мінімальний стандарт поводження з іноземцями», 1940 (англ. The" Minimum Standard" of the Treatment of Aliens) — в журналі Michigan Law Review
- «Співвідношення між міжнародним та внутрішньодержавним правом», 1940 (англ. The relation between international law and municipal law) — в журналі Virginia Law Review
- «Чи була Норвегія правопорушником у справі Альтмарка», 1940 (англ. Was Norway Delinquent in the Case of the Altmark) — в журналі American Journal of International Law
- «Державне відшкодування за помилки кримінального судочинства», 1941 (англ. State indemnity for errors of criminal justice) — в журналі Boston University Law Review
- «Війна, нейтралітет та неучасть у війні», 1941 (англ. War, neutrality and non-belligerency) — в журналі American Journal of International Law
- «Визнання та невизнання», 1942 (англ. Recognition and Non-recognition) — в журналі American Journal of International Law
- «Екстратериторіальні конфіскації», 1942 (англ. Extraterritorial Confiscations) — в журналі American Journal of International Law
- «Оскарження кримінальних законів шляхом установчого позову», 1942 (англ. Challenging Penal Statutes by Declaratory Action) — в журналі Yale Law Journal
- «Чи замінить виконавча угода міжнародний договір?», 1944 (англ. Shall the Executive Agreement Replace the Treaty?) — в журналі American Journal of International Law
- «Міжнародні договори та виконавчі угоди: відповідь», 1944 (англ. Treaties and executive agreements--A reply) — в журналі Yale Law Journal
- «Ресурси континентального шельфу», 1946 (англ. Resources of the Continental Shelf) — в журналі American Journal of International Law
- «Наступний крок поза межами права справедливості: установчий позов», 1946 (англ. The Next Step beyond Equity: The Declaratory Action) — в журналі The University of Chicago Law Review
- «Інтервенція — доктрина Трумена та план Маршалла», 1947 (англ. The Next Step beyond Equity: The Declaratory Action) — в журналі American Journal of International Law